# Tryssaturopsis novus
Tryssaturopsis novus är en kvalsterart som först beskrevs av Hopkins 1967.  Tryssaturopsis novus ingår i släktet Tryssaturopsis och familjen Aturidae. Inga underarter finns listade i Catalogue of Life.